# 潘克拉茨灣
73°27′S 126°38′W / 73.450°S 126.633°W
潘克拉茨灣（英語：Pankratz Bay）是南極洲的海灣，位於錫普爾島的西端，處於瑪麗伯德地對開海域，該海灣根據美國地質調查局的測量和美國海軍的空中照片被繪入地圖。